# Baphomet

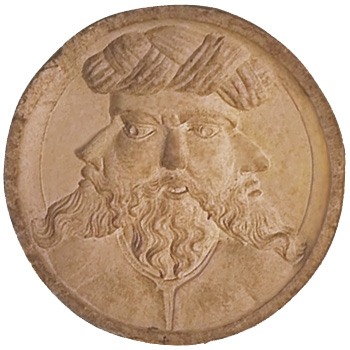
Imagen en bajorrelieve de una cruceta del convento de Cristo de Tomar (Portugal) representando una cabeza con varias facetas, un posible Baphomet.

Baphomet, Bafomet, Baphometo o Bafometo es un ídolo pagano, representado por una imagen antropomórfica, que contiene dentro de sí elementos heterodoxos de la época medieval.
El término «Baphomet» es poco conocido en sí mismo y si lo es, se debe casi exclusivamente a la aparición de un término similar en el proceso que sirvió para aniquilar en el año 1307 la Orden del Templo o Caballeros Templarios -una antigua Orden militar- y para suspenderla sine die por el papa Clemente V en el Concilio de Vienne de 1314. De hecho, este "baphometo" fue uno de los pilares sobre el que los inquisidores del rey Felipe IV de Francia basaron el grueso de las acusaciones de herejía, junto a otros cargos infundados que presuntamente habían cometido el Gran Maestre
Actualmente la mayoría de los historiadores afirman que el monarca dio por buenas todas las acusaciones para acabar con la poderosa Orden del Temple y hacerse con sus bienes.

## Orígenes

### El objeto
Se cree que este presunto numen era una cabeza barbada y con pequeños cuernos. Esto explicaría por qué razón los templarios fueron acusados de herejes tras haber tomado contacto en Tierra Santa con los sarracenos y sus creencias.
Se ha apuntado a que el nombre pudiera ser una variante local del nombre Muhammad. Los templarios acusados de herejes vivían en Occitania, cuya lengua local era el occitano. En las lenguas vecinas se usaron los términos Mahomet (francés). Esta hipótesis se apoya en que en el acta contra los templarios no se dan mayores explicaciones, apuntando a que era un término de uso habitual.
Otras fuentes más aventuradas sostienen que la testa barbuda en cuestión correspondería a Jesucristo. Esto último estaría contradiciendo la creencia en la Resurrección. Destacan que esta cabeza (no ya una mera representación, sino una cabeza humana embalsamada) no era otra que la de Juan el Bautista.

### Origen de la palabra
Suele relacionarse también el nombre Baphomet con la fusión de dos términos griegos cuyo significado aproximado es el de bautismo de sabiduría. Otros estudiosos dicen que su nombre puede derivar de una corrupción de Mahoma.
También se puede tomar en cuenta no como origen de la palabra si no más bien un anagrama intencionado en la misma, "Baphomet"
a la inversa "Temohpab" separandolo "Tem-o-h-p-ab" "Templi omnium hominem pacis abas" "Paz del padre a todos los hombres del templo" esta forma de interpretar la palabra era altamente secreta y oculta hasta ahora

## Antecedentes
El ídolo conocido como “bafomet” –aunque se menciona solo como ‘un ídolo’- está incluido ya inicialmente en los pliegos de cargos que los agentes del rey Felipe IV de Francia y de los inquisidores de Francia blandieron para prender, torturar y procesar a los templarios. El análisis bibliográfico relacionado con la desaparición de los templarios así como el referido a los trabajos de la Inquisición sugiere que se trata de una acusación estándar, es decir, un prototipo de acusación que se utilizaba para atacar a personalidades contrarias al o enemigas del rey de Francia.
Siguiendo a Peter Partner aparece un panorama oscuro y gelatinoso –por lo de tembloroso- para todos aquellos que se sitúan en la periferia de la práctica religiosa y que por su trabajo público están en el punto de mira de cortesanos, de la casa real, o de políticos y burgueses. La inseguridad provenía de dos posibles ataques ante los que cabe poca defensa: la acusación de herejía y la de prácticas de sodomía. Para la Iglesia católica cualquiera de ellas era peligrosa, pero la herejía era perseguida con extrema saña y contundencia, pues se trataba de un ataque contra todo el pueblo de Cristo, mientras que las actividades demoníacas eran personales y de un ámbito mucho más reducido dentro de la logia. Esta circunstancia motivó que el papa Gregorio IX creara la Santa Inquisición –Santo Oficio se denominaba comúnmente a la rama española, creada por los Reyes Católicos- como tribunal dedicado a defender a la Iglesia y al pueblo de Cristo de cualquier ataque o implantación hereje. Este tribunal dependía directamente de la Santa Sede e informaba al Papa de sus actividades, y comenzó su andadura a partir del año 1232, vigilando el fin de las herejías albigense y dualista y concentrándose en la aparición de cualquier forma de amenaza contra el dogma ortodoxo de la Iglesia Católica.
En este ambiente de inseguridad y miedo las personalidades relevantes, o que gozan de cierta inmunidad, disponen de un aliado poderosísimo para deshacerse de enemigos y obstáculos. Los dominicos, que dirigen la Inquisición, pronto se sitúan en puestos clave de la jerarquía eclesiástica de Francia y trabajan, cada vez con mayor frecuencia, con propia autonomía, hasta el punto de que el jefe de la Inquisición en Francia, en la época en que se prendieron a los templarios, era confesor personal de Felipe IV y actuó bajo sus deseos.
Aparece en la literatura un amplio banco de informaciones sobre acusaciones de herejía y prácticas demoníacas, concentrándose en mercaderes –una profesión que era considerada por la Iglesia como despreciable, a pesar de indiscutibles avances a principios del siglo XIII-, cargos políticos de la periferia, miembros de la Iglesia y cortesanos. Nadie estaba libre de tales amenazas, hasta el punto de que el propio papa Bonifacio VIII se vio involucrado en ellas por iniciativa del rey de Francia y de su segundo, Guillermo de Nogaret. Así, el sumo pontífice se enfrentó con la realeza por diversas causas, casi todas ellas relacionadas con la preponderancia del poder religioso sobre el civil, de manera que fue acusado por Felipe IV de hechicero, hereje, sodomita y simoníaco, pues se le había encontrado en ocasiones hablando con una estatuilla que hacía las veces de Satanás o de Diablo –mantenía guardada esa imagen en una recámara personal y la consultaba cada vez que tenía que tomar una decisión-. A causa del especial encono que tenía Felipe IV hacia Bonifacio, no se sabe si propio o transmitido por Nogaret, se negaron a soltar presa a pesar de los sucesivos pactos que propuso Clemente V, y siguieron instruyendo el expediente judicial, el cual quedó terminado en 1307. Las acusaciones contra Bonifacio y contra los templarios se parecen mucho: herejía, posesión demoníaca, idolatría o apostasía, simonía, etc., aunque eso no tiene especial mérito si se tiene en cuenta que Felipe IV, Nogaret y colaboradores reales y eclesiásticos, estaban detrás de las dos causas.
Existe el episodio de Guichard, también frecuente en la bibliografía, donde este obispo de Troyes y consejero o confesor personal de Blanca de Navarra, en 1308, fue acusado de prácticas mágicas y de hechicería, así como de incitación al asesinato por envenenamiento, en la persona de Juana I de Navarra, esposa de Felipe IV. Parece ser que este cortesano había realizado, o mandado construir, una efigie en cera de la reina y, tras haberla bautizado, le había clavado alfileres para atraer sobre ella la ruina, la enfermedad y la muerte. En su expediente, que se instruyó con el pobre acusado en la cárcel, Nogaret añade acusaciones de sodomía, escupir sobre la cruz, y otros varios, terminando con un cuadro tan sombrío y duro como el de Bonifacio VIII, en el que había mezclado, además, al propio papa Clemente V. Poco antes del Concilio de Vienne, el expediente se diluyó por la desaparición de algunos testigos, con lo que se sobreseyó el caso, dejando en libertad al castigado obispo, que no llegaría a ocupar ninguna diócesis más y moriría unos meses más tarde.
Otro ejemplo, de 1233, cuando Gregorio IX envió cartas a los nobles de Renania para que actuasen contra una herejía que empezaba a propagarse por la región, describiendo la ceremonia de recepción, donde se besaban la boca y las ancas de ranas y sapos y, tras el ágape de celebración, se besan los cuartos traseros de un gato negro puesto del revés, entonando seguidamente una serie de oraciones, apareciendo posteriormente una figura humana entera y muy brillante a la que se le encomendaban los efectos personales de los novicios y los propios novicios. Malcolm Barber menciona más ejemplos de grupos y herejías en los que se practicaba la adoración de un ídolo, de una figura o de un gato, constituyendo un rosario de antecedentes que va desde el siglo XI al siglo XIV, plasmados en parte en la obra anónima Les Grandes Chroniques de France –"Grandes crónicas de Francia", narración de los reinados de los reyes franceses-, de la abadía de Saint-Denis. Acusaciones similares menciona Peter Partner en sus obras. El mismo Nogaret instruiría algunas de ellas. El factor común de todos los ataques descritos –llamados ataques mágicos por Peter Partner-, sobre todo en los que participa Nogaret, es el cuadro de acusaciones: escupir sobre la cruz, la sodomía y la apostasía –mezclando ídolos o no-.
A los antecedentes anteriormente mencionados cabe añadir la imagen de desidia, incluso connivencia, que daba la Orden del Temple con respecto a sus enemigos naturales, los sarracenos. Es significativo que los trovadores previos a la época del proceso –hacia 1265 y poco después- se refirieran a la caída del reino cristiano de Tierra Santa y achacaran tal circunstancia a la pasividad ante los hechos y a la camaradería que mostraban los templarios –especialmente, pues en alguna ocasión nombra a las órdenes militares en general- con los sarracenos.
Más contemporáneas son las palabras de Rostand Berenguier de Marsella, escrito poco después de 1291, pues trata la caída de Acre, donde culpa de la derrota a los templarios gandules, orgullosos y cobardes. Estas obras, de escasa repercusión, no obstante creaban un cierto estado de opinión, en el sentido de que las personas que las leían o las escuchaban en los salones de los castillos, jóvenes que no habían vivido las batallas y hechos gloriosos del Temple, concluían en un cierto resentimiento hacia la Orden.

## En la acusación y el proceso contra los Templarios
El rey de Francia envió órdenes selladas con la instrucción de que se abrieran el 13 de octubre de 1307, viernes, para que los senescales, barones, caballeros y tropa en general cumplieran sus órdenes. Estas incluían la detención de todos los templarios de su zona, de cualquier rango, y la puesta a disposición de los delegados reales las propiedades de la Orden. Estas instrucciones iban acompañadas de un manifiesto en el que Felipe IV plasmaba aspavientos y tristeza, explicaba los motivos de su proceder y señalaba los delitos de los que se acusaba a los templarios: “Como bestias de carga privadas de razón, superando de hecho la irracionalidad de las bestias en su bestialidad, han abandonado a Dios su creador y ofrecido sacrificios a los demonios y no a Dios... gente loca entregada a la adoración de ídolos”.
En cuanto a la manera de proceder contra los templarios, Felipe IV ordena se siga un procedimiento: detener a los templarios, ocultarles el motivo, incautación de los bienes, puesta a disposición de los detenidos bajo el comisario de la Inquisición, interrogatorio y aplicar la tortura si no se obtienen resultados. Si se obtienen, se consignará por escrito y se buscarán unos testigos. La información que se les dará en ese interrogatorio es que la que posee el Papa y el rey de Francia proviene de la propia Orden, de toda confianza, que el Papa lo sabe todo, y que se les perdonará si confiesan y se les reintegrará al seno de la Iglesia.
Hacía pocos años que la Iglesia había emitido una bula en la que se señalaba que en casos de conveniencia manifiesta podrían aplicarse métodos de tortura para encontrar la verdad y defender al pueblo de Dios. En procesos personales, la única defensa que le queda a un individuo es escribir un alegato de inocencia y listar en él los nombres de sus enemigos, de manera que si el tribunal o la comisión de la Inquisición comprueba que el delator figura en esa lista, el reo quedaría libre. En el caso de los templarios se presentó una circunstancia especialmente desfavorable para ellos: se les detuvo, se les interrogó y se les torturó individualmente por crímenes como la herejía y la idolatría que se supone que cometió la orden al completo, es decir, se les acusa personalmente por delitos colectivos. O, por decirlo de otro modo, cuando el responsable de una encomienda de provincias era interrogado y torturado en París, o en Lyon: ¿que nombres de enemigos va a reseñar en su alegato de inocencia un sargento templario de una pequeña encomienda perdida en la falda de un monte de Carcassonne, por ejemplo?
Algunos escritores –de hecho, la gran mayoría-, ante el hecho de la uniformidad en las descripciones de la ceremonia de ingreso y de algunas de las herejías descritas, sugieren la aplicación de un cuestionario en los interrogatorios y torturas. Esto no es descabellado, pues ya la orden de detención iba acompañada de las acusaciones en que se basaba y sobre las que se debía interrogar a los templarios, pero el manifiesto de procedimiento emitido por la casa real francesa lleva aparejada una lista con acusaciones básicas –entre las que se encuentra la apostasía por adoración de un ídolo- que hay que confirmar, aun bajo la aplicación de la tortura. Lo único que varía es la descripción del tan nombrado ídolo por parte de los reos –ver el apartado posterior al respecto Nombre)- que nunca llegó a despertar sorpresa ninguna en los inquisidores.
Además, con respecto a las declaraciones obtenidas, es sintomático que en las zonas de Francia –ni que contar fuera de ella- donde no se aplicó la tortura a los templarios, algunos de ellos llegaron a mencionar la renegación de la cruz o de Cristo, pero ninguno nombró al famoso ídolo. Jules Michelet señala que las variantes son prueba de culpabilidad pero no llega a analizar las uniformidades ni a justificar la existencia de esas variantes, sobre todo cuando algunos presos templarios habían sido iniciados en ceremonias de ingreso bajo los mismos dignatarios de la Orden, pero con herejías e ídolos completamente diferentes.
Dentro de la lista de cargos reunidos contra los templarios, lista que proporciona la comisión inquisitorial, probablemente a instancias de Felipe IV para su entrevista en Poitiers con Clemente V, aparecen más de cien acusaciones. Las referentes a la idolatría son: adoración de un gato que se les aparecía en las asambleas, que en cada provincia había ídolos, a saber, cabezas, alguna con tres caras, otras con una, y otras era una calavera humana, que adoraban a esos ídolos, o a ese ídolo, y especialmente durante los grandes capítulos y asambleas, que las veneraban, que las veneraban como a Dios, que las veneraban como a El Salvador, que decían que esa cabeza podía salvarlos, que podía hacerlos ricos, que les dio la riqueza de la Orden, que hizo que los árboles florecieran, que hizo que la tierra germinase, que tocaban o rodeaban cada cabeza de los citados ídolos con pequeños cordones, que luego se ceñían alrededor del cuerpo, cerca de la camisa o de la carne, y que actuaban así como veneración a un ídolo. En las zonas de Francia donde no se procede a los interrogatorios con torturas, o no se cobran confesiones, o si se cobran son muy ligeras: renegación de Cristo y la absolución que daba el Maestre a algunos miembros de la Orden.
Cuando se celebraron los concilios provinciales en otros países, el resultado fue claramente a favor del Temple, en el sentido de que no reconocieron su participación en actividades heréticas, mágicas, o demoníacas. Por ejemplo, en un interrogatorio llevado por el Arzobispo de Tarragona sobre 32 templarios, en la casa de los dominicos de Lérida, en 1310, ninguno admitió las acusaciones. Los reos de Nápoles, bajo la bota de Carlos II de Nápoles y Sicilia, pariente de Felipe IV, reconocieron haber oído hablar de un gato o de un gato gris.
En los Estados Pontificios no se consiguió ninguna declaración. Sin embargo, cuando se insistió ante Clemente V y acabaron aplicando la tortura, se encontraron confesiones sobre la cruz, los besos obscenos y la adoración de un ídolo. En Lombardía y la Toscana se aplicó la tortura por orden de Clemente V. No obstante, aunque no se incluyeron en las actas del proceso en esa zona, se obtuvieron más negativas a las acusaciones que confesiones de culpabilidad. En Alemania los 37 templarios protestaron su inocencia y se ofrecieron a pasar la prueba de fuego para demostrarlo, así como un buen número de testigos ajenos al Temple. En un lugar más aislado, y con un cierto resentimiento hacia los templarios, por varias décadas de política poco afortunada, como es el caso de Chipre, los testimonios, de dentro y de fuera de la Orden, eran totalmente exculpatorios.
Para terminar esta prolija mención a las declaraciones de inocencia que la Orden mostró por medio de sus miembros interrogados en diversos países, queda reflejar la inocencia que quedó manifestada por los defensores del Temple durante su proceso en Francia. Ante la comisión papal para investigar los cargos e interrogar a los templarios reos y libres, se formó, con el paso del tiempo –proceso que culminó en 1310-, un grupo de más de 600 miembros de la Orden que querían asumir su defensa –lamentablemente, contando con un escaso apoyo de los dirigentes, como es el caso del Maestre Jacques de Molay-, a pesar de que algunos de ellos ya habían sido interrogados y torturados, rebatiendo sus propias declaraciones y cayendo, sabiéndolo o no, en el peligro de ser supliciados por relapsos –retractarse de una confesión previa de culpabilidad-. Este conato de defensa quedó abortado cuando el arzobispo de Sens –jurisdicción de París-, actuando como director de su propia comisión provincial papal, consideró culpables de herejía y relapsos a 54 templarios, los cuales fueron quemados vivos en la hoguera. Ninguno de esos 54 templarios ejecutados sin compasión confesó su participación en actividades heterodoxas en sus ceremonias de ingreso ni, por descontado, confesaron haber tratado con un ídolo.
Un aspecto a añadir para terminar este apartado es la voluntad de la Corona francesa, por medio de sus agentes, senescales y caballeros armados, de encontrar el famoso ídolo templario. Por orden real se peinaron todas las casas, iglesias y encomiendas templarias con el objetivo de llevar a París cualquier imagen, ligeramente apartada de la ortodoxia, que pudiera tomarse por el famoso ídolo. No se encontró más que una imagen en la casa de la Orden en París, el famoso Temple. Se trata de una cabeza de mujer que podría ser un relicario –ver más adelante, en el apartado Descripción-. Un corolario a estas pruebas extraídas de las actas de los procesos contra los templarios es que la aparición en escena de un ídolo llamado Baphomet se ciñe a las proximidades o influencia de la Corte Francesa. En zonas más alejadas, periféricas o ajenas no se encontraron testimonios, pruebas ni indicios de la existencia de un "Baphomet" templario

## Nombre
El nombre ‘baphomet’ proviene de la única mención similar procedente de un testimonio, el de Gaucerand, sargento de Montpezat, cuando a preguntas de sus inquisidores, responde que se “adora un ídolo con la figura de un bafomet” –in figuram baffometi-, barbado y de color dorado. Tal como se ha comentado en las líneas precedentes, era de dominio público que para referirse a ídolos, o a la idolatría, se utilizara el término “bafomets” o “bafomético”, respectivamente. Es decir, este testimonio solo indica que se trataba de una imagen fuera de la ortodoxia de la época. También se apunta por otros que el calificativo bafomético podría mostrar la intención de señalar algo derivado de Mahoma, en lengua de Oc, es decir, de carácter demoníaco.
Lo cierto es que no se dispone, en ninguna de las declaraciones obtenidas, bajo tortura o no, de un nombre que pueda referirse al ídolo usado en capítulos y ceremonias de ingreso, lo cual es, de por sí, bastante significativo, sobre todo cuando se quiere convertir esta acusación como un motivo para eliminar una orden como la del Temple. El único término de que se dispone es ese 'baffometi'. Sobre posibles etimologías respecto a la palabra ‘baphomet’, se puede construir el siguiente resumen:
- Baphé-méteous: Una composición griega que vendría a significar “el bautismo de la sabiduría”.
- Bios-phos-métis: También del griego, significaría “vida, luz y sabiduría”.
- Bfmaat: Que en enochiano se traduce como “el Abridor de la Puerta”, propuesto por la ocultista Madeline Montalban, fundadora de la Orden de la Estrella de la Mañana.
- Bapho o Bafo: Nombre que recibe un puerto de la isla de Chipre, en el que antiguamente se adoraba a la diosa Astarté realizando sacrificios de niños.
- Ptah-Sekjmet: Contracción que utiliza dos nombres de deidades de la antigua Menfis; una solución propuesta por Jean-Louis Bernard.[28]
- Abufihamat: Corrupción de la palabra árabe que alude al “padre de la comprensión”, propuesta original recogida por René Lachaud.
- Mahomet: Como alusión al musulmán o al profeta Mahoma, quizás derivación o parentesco del grito con que los castellanos se refieren a Mahoma: Mafómat, según aparece en El Poema de Mío Cid.[29]
- Bapheus: Etimología propuesta por Fulcanelli, relacionada con la alquimia, traduciéndolo por “tintorero”, en el sentido de cosechar el licor del fuego espiritual.[30]
- Baphens-mété: Cuya traducción sería “tintorero de la luna” –alquimista-, una solución alquímica propuesta por Gerard de Séde, pues el pintor de la luna es el que tiñe la plata, es decir, el que la convierte en oro.[31]
- TEMpli Omnium Hominum Pacis ABbas: leída al revés, es decir, cabalísticamente.[32] Proviene de Jean Argentier que afirmaba: "Padre del templo de la paz universal a los hombres", aunque podrían entresacarse otras traducciones igualmente válidas
- TEM-OPH-AB: Leído de derecha a izquierda, es decir, cabalísticamente también, que vendría a significar “parte de la serpiente de los orígenes”.[33]
- Bap-Homet: Unión de las tres primeras letras de San Juan Bautista (Baptiste) y de las últimas cinco de Mahoma (Mahomet), bien en un intento de mostrar sincretismo entre el cristianismo y el islamismo, o bien como indicación de la intrusión de las creencias musulmanas en el interior del Temple, en una propuesta de John Charpentier.[34]
- Mahomet o muhammad:[35] Deformación oral de esta palabra que significa un ídolo de origen musulmán al que adoraban los templarios en sus capítulos, sin caer en la cuenta de que los musulmanes no toleran la idolatría; o como deformación de la palabra bohomerid –aportado por el mismo autor, Sylvestre de Sacy-, que significa mezquita.[36]
- Bahumid: Deformación de la pronunciación de esta palabra, cuya traducción sería becerro; una solución propuesta por Hammer-Purgstall.[37]
- Oubah-phoumet: cuya traducción sería “la boca del Padre”, solución propuesta por Jacques Breyer.[38]
- Maufé: propuesta de Partner, pues maufé suena muy parecido a ‘bafomet’. Maufé se refiere a un demonio citado con frecuencia en el folclore de los países del norte de Europa.[39]
- Uba El Fumet: Expresión árabe que querría traducir como “Boca del Padre”, otra propuesta apuntada por Gerard de Séde.[40]
- Sophía: En 1983 el investigador Hugh Schonfield, realizó el siguiente ensayo; escribió Baphomet en hebreo, y aplico la clave Atbash, convirtiéndose en Sophía, término griego para designar sabiduría.</ref>
- Aker: llamado así en la cultura vasca

## Descripción
Según testimonio arrancado a Radulphe de Gisy, o Raoul de Gisy, el 9 de noviembre de 1307, recaudador del Temple para la zona de la Champagne: “...el capud,... tenía los rasgos de un diablillo,... todos lo adoraron”. Dos años después, cuando se le pidió una ratificación de su declaración señaló que no lo había visto más que dos veces, y no visto sino supuesto, pues estaba debajo de una tela, y en esas ocasiones nadie lo había adorado. Otro testimonio, de Taillefer de Gène, describe “...una cabeza de hombre, casi roja...”, aunque posteriormente añadió que no la había visto y ante preguntas insistentes, señaló que estaba demasiado lejos de él. En las confesiones de abril de 1310 Hugues de Buris y Pons Guillard de Lignac la describen como una cabeza humana, colocada sobre un altar o sobre un banco, respectivamente. Hugo de Pairaud también la describe así, pero añade que “...tenía cuatro pies, dos pies delante y otros dos pies detrás”. Más preciso resulta Barthelemy Boucher, cuando la describe como “se parece a una cabeza de templario con un gorro, y tenía una barba larga y blanca”.
El resumen de las apariencias que se asignan a la cabeza, de los capítulos de ingreso de la Orden del Temple sería, según los testimonios sacados durante el proceso:
1. La cabeza está guardada en un saco, un cofre, un relicario o un armario.
2. La luz ambiental es mala: producto de una chimenea o la escasa llama de una vela.
3. Se trata de una representación imaginaria, como un demonio o un diablillo
4. También aparece descrita como un gato o un felino negro, estos últimos de pie o patas arriba, con el rabo enhiesto. También son gatos de varios colores. Además desaparecía inmediatamente que se le había adorado.[43]
5. Se trata de un ternero que está colocado sobre un altar.[44]
6. También podría ser la de un carnero, un becerro o de un macho cabrío.
7. Hay un testimonio que indica que se trata de un cerdo de bronce.[45]
8. El material es hueso, piel, madera, oro, plata o piel humana momificada y madera policromada
9. Tiene una, dos, tres[46] o cuatro caras, pudiendo llevar distintos colores cada una. Si tiene dos, en el camino de la dualidad, una de ellas será claramente positiva y la otra claramente negativa.[47]
10. Viene sostenida por una peana, o por cuatro pies, o no tiene soporte.
11. Cuando es vagamente humana, parece tener mucho pelo, con barbas largas, pudiendo el pelo y la barba ser encrespado y oscuro, o liso y blanco, aunque la barba podría ser roja.
12. Cuando es vagamente humana parece ser dorada y angelical como la de una Virgen, o la de un anciano con una corona.
13. Cuando es una cabeza es de madera o de madera cubierta de oro y plata, aunque también puede ser de madera pintada con los colores negro y blanco, o de color blanco en su totalidad.[48] A veces tiene dos cuernos en su parte superior.[49]
14. En un testimonio aparece una hipótesis: “se trata de la cabeza momificada de Hugues de Payens”.
15. Sus ojos, o lo que parecería serlo, brillaban en la oscuridad, o bien podría tratarse de piedras preciosas engastadas en su cara.[50]
16. Suele aparecer sobre la cabeza una pequeña luz difusa, como una nube.
17. El ídolo se frotaba con grasa de hijos ilegítimos de los templarios para incrementar su poder satánico.
18. Jean de Taillefer declara que el ídolo es una figura humana que estaba colocada sobre el altar de la capilla de su recepción.[51]
19. Se trata de un grabado sobre piedra que asemeja a una figura diabólica, sobre la encomienda de Berbezières, en la comarca de Charente. Para no remitir al lector a apartados posteriores, se puede indicar aquí que su función era la de señalar el lugar en el que se encuentra escondido el tesoro de la Orden.[52]
20. Raymond Ruby declara que se trataba de una figura humana pintada en una de las paredes, en forma de fresco.[53]
21. Jean de Tour la vio, la figura, pintada sobre una tabla de madera.[54]

Durante el proceso se pidió a los guardianes de los bienes el Temple que trajeran ante la comisión cualquier figura que hubieran encontrado. Lo único que pudieron aportar fue una figura en forma de busto de mujer, de color dorado y hueca, la cual contenía un cráneo envuelto en una tela. Tenía una etiqueta para distinguirla en la que se podía leer: Caput L V III m, es decir, Cabeza 58 m. Solo un testimonio podría acercarse a esta descripción.

Grabado que muestra un pentáculo conteniendo un buco iniciático.

Por otro lado, Michel Lamy cita la "Crónica de San Dionisio", donde se menciona un objeto encontrado en el Temple de París, “un viejo trozo de piel, que parecía totalmente embalsamado, como una tela brillante, y que tenía en sus órbitas carbunclos centelleantes como la luz del Paraíso”.
A pesar de las referencias de los acusadores e inquisidores, extraídas, al parecer, de las confesiones arrancadas a los templarios interrogados, sobre el origen sarraceno e infiel del ídolo en cuestión, no parece que ninguna de las descripciones que se dan en las sesiones de tortura, coincidan vagamente con aspectos orientales, moriscos, árabes, etc., propios de un ídolo musulmán.
Fulcanelli sintetiza la descripción con estas palabras: “El bafometo es la imagen sintética en la que los iniciados del Temple habían agrupado todos los elementos de la Alta Ciencia y de la Tradición”, aunque sin añadir más sobre su posible apariencia o utilización posterior. Más tarde comentando los artesonados y relieves de la ‘Mansión de la Salamandra’ de Lissieux, Fulcanelli en el VII parágrafo de su estudio alude al significado alquímico de lo que él llama el ‘verdadero Bafomet’: “`un emblema completo de las tradiciones secretas de la orden´ y un `paradigma esotérico´..., constituido por un triángulo isósceles invertido (símbolo del agua), dentro del cual, en el centro, se inscribiría otro con el vértice hacia arriba (símbolo del fuego contenido en el agua). En la base del triángulo invertido se apoyaría un signo semejante a la H, pero con un amplio vástago central en el cual se sitúa un triángulo –símbolo de `el espíritu universal, el espíritu creador, Dios´-. En el interior del gran triángulo, a los lados del pequeño triángulo interior se encontraría un círculo solar y un creciente lunar y, finalmente, soldada a la base del triángulo interior, la cruz rematando un nuevo círculo que completaría el símbolo del azufre (principio activo) asociado al Mercurio alquímico (agente pasivo y disolvente de todos los metales). En la cima del triángulo invertido unos trazos horizontales señalarían la expresión de la radiación de la materia”.
Michelet explica que se trata de una imagen escultural de un arcano, pero sin proporcionar ninguna pista sobre su aspecto, pues señala que puede tener distintas figuras poco variadas entre sí, aunque sugiere que puede tratarse de un pentáculo que aglutine los cuatro animales de los evangelistas, sosteniendo entre ellos el trono del Dios del Apocalipsis.
Los textos alternativos suelen describir al bafomet como una especie de diablo, hermafrodita, con cuernos, barba, y de color oscuro. Los testimonios recogidos durante el proceso tienen poco que ver –aunque alguno concuerde-, y podría estar causado más por la moda ocultista de mediados y finales del siglo XIX que por una verdadera información. Por entonces era fácil encontrar en emblemas y talismanes la figura de un macho cabrío, un buco, con cabeza de cabra, barbado, con alas, emblemas mágicos, brazos que sostienen un báculo, un cetro, una vara, piernas de carnero, o de humano –aunque menos-, que se asientan sobre una esfera que podría representar al mundo. En ese ambiente, se suponía que las brujas que acudían a los aquelarres organizados por el propio Satanás, iban a lomos de estos bucos.
Quizás sea fruto de esa moda, pero es frecuente que algunos escritores asocien el bafomet con un diablo que aparecen en la iglesia de Saint-Merri, próxima a la torre de Saint-Jacques, en el centro de París, o con un diablillo que adorna un capitel de la catedral de Chartres, o en capiteles de Nôtre Dame de París –más moderna-, en la iglesia de Eunate, en Navarra, etc.
La escritora Barbara Frale menciona en su libro: "Los templarios y la Sábana Santa", la posibilidad de que la cabeza barbada venerada por los Templarios, podría ser en realidad la cabeza momificada o incorrupta de Hugo de Payns, fundador de la Orden del Temple. Según la autora, los Templarios veneraban a su fundador en ciertas liturgias nocturnas con el culto propio de un santo (a pesar de que Hugo de Payns nunca fue canonizado). Este hecho, pudo incitar a Clemente V amonestarlos para que redujeran el culto a una devoción mucho más sobria y privada. Esto debido a que para la Iglesia católica, Hugo de Payns era simplemente un lego que había escogido el camino de la religión como tantos otros monjes y sacerdotes anónimos.

## Funciones
Las funciones que se atribuyen al ídolo templario son tan variadas como sus descripciones, o el origen de su nombre. He aquí algunos ejemplos:
- Jean de Cassanhas –a veces Cassagnas- manifestó a su inquisidor que su iniciador en la Orden le dijo: “He aquí un amigo de Dios que habla con Dios cuando así lo quiere. Dadle las gracias de que os haya conducido a esta Orden tal como deseabais”.[62]
- Asusta tanto que obliga a los neófitos a postrarse y a rezarle, bien en árabe, o en latín –“¡Deus adjuvame!”-.[63]
- Se colocan múltiples cordeles blancos sobre ella y luego se ciñe uno a la cintura del recién ingresado. Los cordeles, o cuerdas, son blancos, o claros, con nudos o sin ellos. Del tamaño apropiado para la cintura o cuelgan un poco.
- La figura bafomética habla, incluso cuando se trata de un gato, o se mantiene en un majestuoso silencio. Si habla, nadie recuerda lo que dijo. Parece que se dedicaba a profetizar.
- Es una cabeza que tiene la capacidad de hablar, pudiendo responder a cualquier cuestión que se le plantease.
- Proporciona riqueza y salud a los que lo veneran, según algunas de las palabras acusatorias de la inquisición y de los agentes de Felipe IV.
- Hacía florecer los árboles y crecer las plantas, lo que indicaría que se usaría en encomiendas específicamente agrícolas, pero tampoco se daba ese caso.[64]
- Poder oscuro, satánico y negro a sus controladores, según figura en la acusación de la Inquisición contra los templarios.[65]
- Se la adora como al Salvador de la humanidad y como al Salvador del Temple: “Adorad esta cabeza, pues es vuestro Dios, es vuestro Mahoma”.[66]

Se trata de una imagen que pretende que el neófito quede “muerto”, produciendo en él un renacimiento, una entrada en una nueva vida donde predomina otra visión espiritual de cada uno y de su entorno.

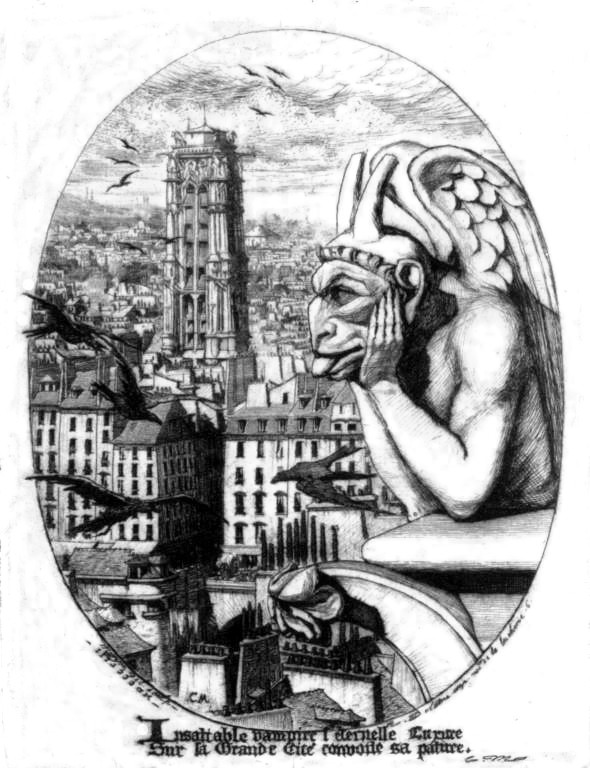
Una gárgola vigilando la ciudad de París y la Torre de Saint Jacques, al fondo.

Otra interpretación más sincrética es la que aporta Fernando Arroyo cuando afirma que el bafomet templario podría ser un símbolo de “la dualidad de Dios... La comprensión dualista del Universo... El Bautismo de Fuego (alquímico) hacia la Iniciación”. En su teoría Arroyo completa su tesis aliándola con una ceremonia bautismal sincrética e integradora que usaría símbolos celtibéricos y de raíz indoeuropea, más que hebrea. No obstante, al final de su artículo, apuesta más por la voluntad de trascendencia de la Orden del Temple, ya sea con el uso de ciertas ceremonias y símbolos o no, que por un símbolo concreto denominado bafomet.
Michelet apunta de manera similar, citando a San Buenaventura, cuando dice que en la estatua había que buscar tres sentidos: el alegórico, el moralista y el anagógico. Aunque se entretuvo, brevemente, en los dos primeros, no llegó a dejarnos una descripción más exhaustiva de la imagen, del símbolo y de su aplicación.
En este sentido, Carlos Raitzin describe un ritual de iniciación al que llama Antiguo Ritual de Iniciación de un Caballero Templario Elegido. No enseña el enmarque actual de esa ceremonia pero guarda similitudes con una ceremonia de concesión de un grado elevado dentro de la rama masónica Ordo Militiae Crucis Templi que deriva del Barón von Hundt y de la Estricta Observancia Templaria. Explica que el baphomet –pues lo llama así-, está constituido por un cuerpo con dos caras horribles con cabellos como serpientes, bocas entreabiertas y miradas de codicia. Una cara llevaba sobre sí una corona real y en su mano llevaba un cetro, mientras que la otra cara, más amenazante, portaba una tiara pontificia y en su mano un crucifijo, aunque temblorosamente. La tensión entre los pesos proporcionaba el rictus horroroso y todo se fundamentaba sobre dos pilones que se apoyaban sobre dos pies de los que manaba tinta roja, semejando sangre, para simbolizar que la muerte de muchos seres nunca iba a detener al monstruo. En las ceremonias de ingreso se usaba también, a veces, a un templario convenientemente disfrazado. La finalidad del ritual –descrito pormenorizadamente-, basado en una leyenda que se le narra al neófito por parte del director de la ceremonia, es mostrar la influencia maléfica de la dualidad. El recipiendario debía avanzar y matar a ese monstruo, pisotear sus dignidades –corona y tiara- y pasar a un templete donde seguía otra parte de la ceremonia de recepción. Este ritual lo data en el siglo XIII y la fuente de donde lo extrae es el libro Les Templiers, de M. J. Brisset, Edt. Ambrois Dupont, 1837, París.

## Hipótesis más frecuentes
Sin hacer mención de bibliografía y referencias al respecto, se muestra a continuación una pequeña lista de hipótesis lanzadas por diversos autores para explicar la presencia de Bafomet en los capítulos secretos de la Orden del Temple:
- Es un símbolo iniciático.
- Es un símbolo satánico.
- Es un símbolo de sabiduría.
- Es un símbolo más dentro de una ceremonia iniciática.
- Es una imagen a la que se le solicita riqueza y fertilidad.
- Es una escultura a la que se le pide suerte.
- Es una cabeza momificada de San Juan Bautista.
- Es una cabeza disecada de Hugues de Payens, el fundador del Temple.
- Es una representación de Mahoma.
- Es un ídolo que representa al único Dios de los cristianos y de los musulmanes.
- Es una imagen diabólica para prácticas satánicas.
- Es una cabeza que representa a Jesucristo.
- Es un abraxas.
- Es una representación de un buco, un cabrito lacayo de Satanás.
- Y unas cuantas ideas más: pinturas, modelos, superstición, parlanchín, etcétera.

## El Bafomet en la Regla del Temple
La Regla del Temple no menciona en ninguna ocasión nada semejante a un ídolo, imagen, pintura, o escultura, que se utilizara en las ceremonias de ingreso. Esto es coherente con el hecho de que tampoco describe cómo deberá ser esa ceremonia para el acogimiento de un nuevo templario.
En los Retrais, especie de Estatutos, posteriores a la Regla, pues se supone escritos entre los años 1165 y 1187, se indica en su artículo 231 –uno más de una lista por las que un hermano perdería su hábito y sería expulsado de la Orden-, perteneciente a la sección «Penitencias»: “La octava cosa es la herejía, o quienquiera que vaya contra la Ley de Nuestro Señor”. Dentro de los Retrais, en el apartado de Vida Conventual –de fecha posterior, como un añadido a los Retrais antecedentes-, se describen faltas que ocasionan la pérdida del hábito y la expulsión de la Casa. Uno de ellos, el artículo 422, dice: “La séptima es si se descubre que un hermano es hereje, es decir, si no cree en los artículos de fe en los que la Iglesia de Roma cree y le manda creer”.
Hay un añadido en los Retrais que muestra ejemplos de situaciones o actividades mal hechas para que no quepa ninguna duda sobre la detección de faltas y su castigo. En los artículos 571 y 572 se habla de circunstancias que causan la pérdida del hábito y de la casa: “ser hombre de mala fe”, “no creer en la fe de Jesucristo”, “hacer cualquier cosa contra la ley de Nuestro Señor”. Además, para este último caso, se describe el caso de tres templarios que en el castillo Château Pèlerin realizaron prácticas de sodomía y cómo fueron castigados.
Los artículos de los Retrais que van del 657 al 686 son homogéneos en el sentido de que tratan de un tema común: el ingreso en la Orden de los neófitos. Por ello se suelen agrupar, en la bibliografía, bajo el título: “Acogida en la Orden”. En ellos no se menciona en ninguna ocasión acto que pudiera tacharse de poco ortodoxo siquiera.
Según algunos autores existe una segunda regla, denominada Regla Secreta o Regla del Maestre Roncelin, traducida por Metzdorff de un documento que, según él, había encontrado en los Archivos Vaticanos a mediados del siglo XIX. La controversia es inmediata pues ante la acusación de que el soporte de esa Regla no tiene la antigüedad requerida, y que el lenguaje interno tampoco se corresponde con el que sería en el siglo XIII o XIV, se responde que se trata de copias que han sido necesarias para la conservación del documento. En esa Regla aparecen tres artículos, de los 20 que tiene, que mencionan el bafomet. El XVI hace referencia a la oración del bafomet, como tercera oración de una fase de la ceremonia de ingreso, donde se recita la introducción al Corán y se explica que sólo hay un Dios; el artículo XVII explica que la siguiente fase de la ceremonia consiste en sacar el bafomet de su sagrario, se recitan alabanzas en árabe, se besa la imagen y se toca con los cinturones; y el artículo XVIII explica cómo se lleva al neófito al archivo secreto y se le enseñan los textos esotéricos, alguno de ellos relativo al “verdadero bafomet”, textos que no debe ver nadie de la Orden ni los eclesiásticos admitidos en ella.

## Elementos constituyentes de los baphomets
En esta sección se listan los posibles significados de elementos parciales constituyentes de los 'baphomets' como símbolos con entidad propia extraídos de diferentes tradiciones espirituales.
No ha sido posible encontrar el término «baphomet» como entrada de los diversos diccionarios de símbolos que pueden encontrarse en el mercado, es decir, no parece formar un símbolo con entidad suficiente como para considerarlo como tal. Sin embargo, sí existe cierta unanimidad, salvo pequeños matices, en la consideración que merecen algunos símbolos relacionados con el baphomet para estudiosos de la simbología, siempre y cuando se considere que el bafomet templario era una cabeza pseudohumana con pequeñas variantes. Así, por ejemplo:
Barba
Símbolo de virilidad, de longevidad, de coraje y de sabiduría. En cuanto a este último aspecto, es de destacar que las figuras relacionadas con la religión y la sabiduría –o el conocimiento- siempre aparecen barbadas.
Cabeza

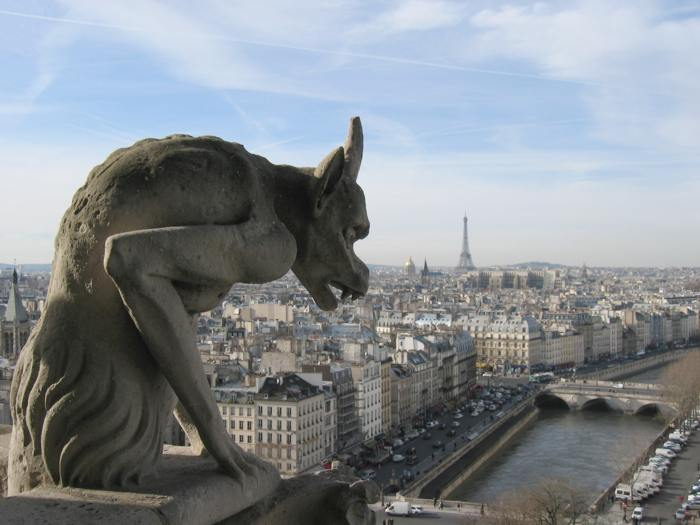
Gárgola que corona una de las fachadas de la catedral Notre Dame de París. La imagen del monstruo con diversas formas integradas, barbudo e inquiriente es recursiva en distintos ejemplos de la imaginería cristiana.

El Zohar la relaciona con la luz astral, mientras el arte medieval suele relacionarla con la mente y la vida espiritual. Por otro lado, se la considera símbolo del mundo y cima del cuerpo humano, probablemente, como mencionan otros, debido a la conformación geométrica que presenta. Si estuviera relacionada con algún número, como es el caso de un monstruo de tres cabezas, el símbolo asume tantos aspectos a representar como unidades, así como que se apropia, también, de la simbología del propio número. Por último, Cirlot menciona la simbología de una cabeza de monstruo –muy apropiada similitud con el baphomet, según la declaración de algunos de los templarios procesados-, relacionándola con el Principio, en cuanto tal, o agente transformador, es decir, “el aspecto negativo y disolvente de la divinidad”.
También representa el ardor del principio activo, la autoridad. Es el espíritu manifestado respecto al cuerpo, de paralelismo con el universo por su forma esférica –citando a Platón-, símbolo del 1, del sol y de la divinidad.
Algunos santos están acompañados de ella, como es el caso de San Fermín, San Laureano y San Nicasio. Suelen llevarlo en su regazo y suele estar acompañada de la facultad de hablar, relacionada, casi siempre, con la continuación de la predicación del santo/mártir asociado. Aparte del martirio y la continuidad, tiene un tinte baphomético: “...constituir un punto de meditación hacia el que se dirige la oración o pensamiento del fiel”.
Escritores parcialmente alternativos, como Lachaud, explican una simbología varia: proporciona el choque que lanza al iniciado en un nuevo Camino de perfeccionamiento espiritual, cortar la cabeza del adversario proporciona al guerreo su maná –sabiduría, experiencia, etc.-, también cortar la cabeza del contrario significa cortársela al iniciador –por ejemplo, porque lleve una máscara-, pasando su potencia espiritual al novato. Cortarla es el abandono del cuerpo y de la carne en beneficio del espíritu.
Cordón
He separado el cordón de la cuerda en la descripción de este apartado, porque así aparece en algunos libros, y porque se trata de un cordón anudado lo que se ciñe en los neófitos del Temple. En algunos testimonios se habla de una cuerda con nudos. Ante esta dualidad de posibilidades he optado por tratar los dos casos separadamente.
Aparece ciñendo la cintura de los frailes franciscanos. En concordancia con la creencia sufí y chamánica, Atienza propone el simbolismo de la ascensión personal, una ligazón entre el individuo y lo sagrado o lo divino, también signo de dominación sobre las fuerzas del universo.
Cuerda
Conviene recordar, tal como se escribe más adelante, que la función básica del baphomet, a tenor de las declaraciones obtenidas en las torturas inquisitoriales del proceso a los templarios, es la de colocar un cordón con nudos sobre él y después ceñírselo a la cintura a los que acababan de ingresar en la Orden, como apartado final de su ceremonia de ingreso.
La cuerda es símbolo de ascensión, así como del medio y de la voluntad de ascender. Si está anudada representa una ligadura a un grupo, asociación, misión o idea, así como virtudes secretas y mágicas. En el Corán representa la ascensión al cielo. Si tiene nudos se utiliza también en la decoración de templos masónicos, como símbolo de la cadena de unión que existe entre todos los masones.
Cráneo
Es la sede del pensamiento, homólogo de la bóveda celeste –quizás también por su forma-, como un paralelismo entre el microcosmos humano y el macrocosmos de la totalidad. Es el centro espiritual, el cielo del cuerpo humano, también sede de la fuerza vital, espiritual y gnóstica. También es el símbolo de la putrefacción alquímica, señal de perfección espiritual. A veces el cráneo viene representado –o acompañado- por dos tibias cruzadas, conformando una cruz de san Andrés. Para los masones es el ciclo iniciático, en el sentido de la muerte como preludio o hito necesario para un crecimiento superior.
La cabeza aparece acompañando a algunos santos anacoretas, como San Bruno y San Pedro de Alcántara –frecuentemente sujetándola en su propio regazo-, así como a las representaciones de María Magdalena –también sobre el regazo-. Su significado básico es el de contenedor del cerebro, pero también es la cima del ser humano, lugar sagrado del cuerpo y símbolo del descubrimiento del saber supremo.

## Conclusión
La mayoría de los escritores se dejan llevar por el trágico/romántico final de la Orden del Temple y en los últimos capítulos de sus libros concluyen con un veredicto de inocencia para la misma. Para estos, como para los escritores más ortodoxos –escritores que no suelen mencionar las acusaciones nada más que como dato histórico, como Jesús Fuentes Pastor, Ramiro Gil Coma o Règine Pernoud-, las acusaciones que se utilizaron para llevar a cabo el proceso y la extinción del Temple, eran completamente falsas. Como máximo, algunos de ellos llegan a admitir que algún templario pudiera haber cometido la más probable, como es el cargo de sodomía.
Por lo que respecta a la existencia de un ídolo heterodoxo en el seno de la Orden, utilizado en las ceremonias de ingreso o en otras de carácter iniciático, el examen de los documentos y de las actas del proceso no lleva a esa conclusión. Existen varios argumentos que refuerzan esta hipótesis y que se ven apoyados por la documentación existente y las investigaciones que al respecto han llevado a cabo distintos historiadores recientemente. Seguidamente se hace un repaso de estos argumentos y se analizan brevemente.
- Si el bafomet existió, se usó en capítulos secretos. Las declaraciones de algunos testigos –por ejemplo, en Inglaterra hay uno que lo señala así-[83] marcan ese camino. Es lógico pensar que así se tratase, tanto si se usa para ceremonias iniciáticas como para sesiones de idolatría. Sin embargo, debía de tratarse de un secreto a voces, pues, aunque el número de confesiones obtenidas en ese sentido es bajo, termina siendo un porcentaje significativo respecto al total de las conseguidas. Pero eso sí, solo en Francia, pues las declaraciones ajenas al ámbito de influencia directa de Felipe IV se pueden contar con los dedos de una mano.[84] Además, la ruptura del secreto se abre a personas extrañas a la Orden y a la Iglesia, pues muchas de las declaraciones que van en ese sentido son de testigos ajenos. Por último, y sin que esto sirva como prueba definitiva, lo cierto es que se buscaron figuras, imágenes y cualquier tipo de ídolo en todas y cada una de las posesiones de la Orden, en Francia, en el entorno de la influencia francesa –Navarra, por ejemplo-, y en otros países, aunque con menos ahínco, y jamás apareció nada que se le pareciese en lo más mínimo, salvo la cabeza-relicario señalada más arriba.
- La finalidad del bafomet. Para los escritores alternativos o imaginativos más modernos, el uso del bafomet era puramente iniciático. Formaba parte de una ceremonia para transmitir al neófito un conocimiento por medio del simbolismo. Sin embargo, para los templarios de la época, los que hablaban tras un costo importante en dolor, miedo, hambre, humillación y vergüenza, su finalidad era exclusivamente pagana e infiel: la adoración de un animal, de una cara, de un busto, petición de riquezas para la Orden, oraciones inentendibles, superstición –tocando el cordón del cinto para recoger sus cualidades: invulnerabilidad, por ejemplo-, predicciones o profecías, etc. La Regla Secreta va por ese camino intentando utilizar al bafomet como un mecanismo para demostrar a los caballeros que sólo hay un Dios y que Jesús es sólo un profeta más. Sin embargo, esos escritores que se apoyan en ese documento, por ejemplo, inciden en lo iniciático, describiendo ceremonias que no concuerdan con las que menciona la Regla Secreta –suponiendo que sea auténtica-, ni con las descritas por los presentes en esas recepciones esotéricas. Si era iniciático lo sabía mucha gente, y muchas de esas personas, que lo sabían, parecen faltas de cualquier tipo de cualificación iniciática. Por otra parte, solo se practicaban estos ritos de iniciación en Francia cuando sería más eficaz realizar ese tipo de ceremonias en Tierra Santa. Por último, si lo que se pretende es un impacto iniciático, una transmisión eficaz por medio del símbolo, ese bafomet cobraba formas muy diversas, a tenor de los testimonios recogidos. Podría argumentarse que se trata de una desviación sin más, alejándose de la ortodoxia eclesiástica. Para acabar, la finalidad podría ser únicamente supersticiosa, como lo sería si se tratase de la cabeza de Hugues de Payens –como sugieren algunos-, o de la cabeza de Silvestre II, o de una representación de la cabeza de Juan el Bautista, finalidad esta que podría confesarse perfectamente sin caer en delito alguno, si bien la diversidad de formas –ver próximo párrafo- parece descartarlo.
- La forma del bafomet. Tropezamos de nuevo con la tortura, pues el tal bafomet, si existió, solo aparece en regiones francesas –excepción hecha, como se decía supra, de aquellas zonas de Francia donde por distintos motivos casi no se aplicó la tortura- y las de su área de influencia. Sin embargo, las confesiones, muchas de ellas arrancadas en el límite de la resistencia, no son unánimes, ni siquiera concordantes. Si dentro de la Orden existe un capítulo interior que intenta la iniciación de los más cualificados no tiene sentido dotar al "baphomet" de distintas apariencias o conformaciones. Es incongruente que una ceremonia capital para la mayoría de los “templarios iniciados”, donde uno de los ejes de la misma es la figura o bafomet, haya calado tan escasamente en la memoria de los confesos. Hay que tener en cuenta que en las ceremonias de carácter iniciático se le da mucha importancia al símbolo –que queda grabado en el recuerdo-, como lanzadera de la comprensión necesaria para el avance espiritual, pero ese símbolo carece de eficacia cuando adquiere diversas morfologías, incompatibles entre sí, aunque puede aceptarse que dé miedo, como se describe al bafomet en alguna ocasión.
- La gestión del bafomet, que estará a cargo de un grupo reducido, interior, esotérico –por lo de secreto- y geográfico, es decir, existiendo uno para cada provincia, pues parece poco probable que ese grupo conservador e iniciador viaje de provincia en provincia iniciando caballeros, es complicada, arriesgada y trascendental, sobre todo si la finalidad es iniciática. Probablemente ese grupo interior, esotérico –también por lo de esoterismo- y, forzosamente, reducido y elitista –en el sentido de elegidos-, asumiría directamente tal responsabilidad. Tal grupo, o círculo interior, y aunque el sentido común parece aconsejar su existencia dada la extensión territorial y la amplitud de actividades del Temple, nunca se ha mencionado en ningún documento que haya trascendido,[85] ni relacionado directa ni indirectamente con la Orden, y no comulga con el espíritu de la Regla ni de los Estatutos.[86] Alguien puede pensar que si se trata de un círculo secreto e iniciático, no existirán cartas, informes, o procedimientos escritos, pero la narrativa oral es susceptible de explicarse tras varias sesiones de tortura. No obstante, a partir de todas las declaraciones que mencionan ceremonias de iniciación secretas, parece que ese círculo se puede suponer, incluso vislumbrar, pero, sin embargo, aparece un inconveniente: este círculo es demasiado amplio, pues los maestres, preceptores, senescales y comendadores que aparecen en las diversas ceremonias son tantos y de tal diverso grado, que parece que más que círculo interior existía otra Orden completa dentro del Temple, casi tan amplia como la original.
- Su significado o su simbolismo. Está claro que el uso de una figura de estas características debía tener un significado importante. Lamentablemente, tal y como se desarrolló el proceso a los templarios, no se puede asignar un simbolismo o un significado únicos por dos razones: por la amplia variedad de formas que asume el ‘bafomet’ y porque ninguno de los confesos supo aclarar para qué se usaba ese ídolo. No sólo se desconoce la utilidad del ídolo en sí, lo que ayudaría a esclarecer la simbología que debería soportar, sino que se desconoce la finalidad de la ceremonia en cuestión. Algunas versiones, poco usuales, hablan de una ceremonia de re-recepción, es decir, parece que se trata de una ceremonia de recepción repetida para los caballeros que han mostrado un cierto nivel de conocimientos. Otros, basándose en los testimonios del proceso, indican que se trata de una ceremonia de recepción de nuevos caballeros, una ceremonia de ingreso. Son los dos casos básicos de utilización de “ídolos” en el Temple, aunque predomina, con mucha diferencia, la segunda opción. Esta alternativa de ceremonias procede de la declaración de un templario en Inglaterra.[87] El problema radica en la segunda opción –la más frecuente-, porque, al tratarse de una ceremonia de ingreso para neófitos no tiene sentido someterles a un rito cargado de esoterismo y simbolismo, si se supone que no tienen cualificación todavía. Esta es una contradicción que tienen que resolver los escritores alternativos, pues si se trata de una ceremonia de iniciación –como por ejemplo defiende la tan referida Regla Secreta del Temple-, no tendría sentido aplicársela a los caballeros que van a ingresar de novo en el Temple. No obstante, aún suponiendo que se trate de eso precisamente, qué simbología debería aportar el ‘bafomet’ para contribuir eficazmente a tal ceremonia. La respuesta a esa cuestión debería darse en función de los conocimientos que vayan a transmitirse: pueden ser de carácter cristiano ortodoxo –por ejemplo, conceptos y respuestas propias de los Padres de la Iglesia-, heterodoxo –relacionado con Doctores de la Iglesia alternativos: Eckhart, San Alberto Magno, San Agustín, Orígenes-, propios del esoterismo occidental –hermetismo, alquimia-, esoterismo hebreo –kabbalah-, o esoterismo oriental e islámico –sufismo-. Afortunadamente el Esoterismo es común a todas las tradiciones, aunque el punto de vista cambie de una a otra. Sin embargo, a la luz de algunas sugerencias, cabría peguntarse si el esoterismo transmitido sería verdaderamente tradicional o si se desviaría hacia un enfoque más ocultista, si hacemos caso de las declaraciones encaminadas hacia la idolatría. Cuando se trabaja a distancia sobre el espíritu de las personas, se hace necesario un soporte –por ejemplo, un libro- y algunas imágenes elocuentes y simbólicas, pero cuando se trabaja directamente con los propios individuos –y es lo que parece deducirse de las confesiones recogidas-, no parece ser necesario utilizar esculturas, formas extrañas o de difícil comprensión, hipérboles, etc.

Cuando se intenta aplicar a un ‘bafomet’ una investigación sobre los cinco aspectos esenciales: ceremonias secretas, finalidad, forma, gestión y simbolismo, parece que la hipótesis de partida, la de que existieron los bafomets y se utilizaron en tales ceremonias –que probablemente eran iniciáticas-, no resiste el análisis.
Se puede dar por sentada una hipótesis de partida con los datos de que se dispone actualmente en la variada y prolija bibliografía existente sobre la Orden del Temple: los bafomets no han existido más que en la imaginación de carceleros e inquisidores próximos a Felipe IV, pero como imagen sujeto de adoración y prácticas profanas e infieles, o ceremonias de carácter iniciático poco Tradicional. No obstante, eso no significa que no exista un cierto simbolismo relacionado con los templarios y, a su vez, relacionado con las cabezas.

## Repercusiones

### Esoterismo

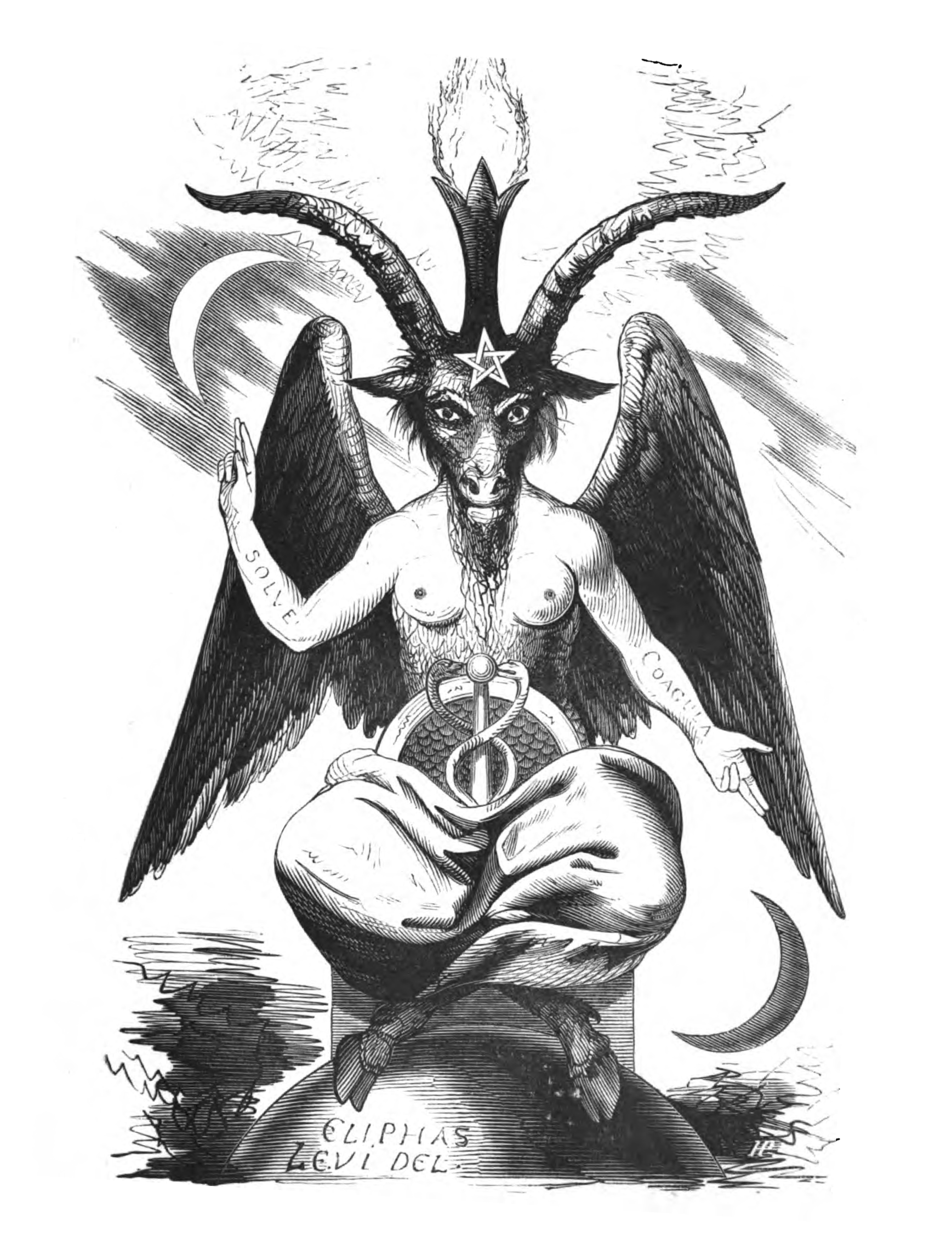
Baphomet según Eliphas Lévi.

Por lo demás, a partir de 1854, con la aparición de Dogma y ritual de la alta magia, obra del célebre ocultista francés Eliphas Lévi, la figura de Baphomet ha sido, en gran medida, tergiversada. Desde entonces, su vinculación con el macho cabrío de los aquelarres, como así también Satanás u otros demonios menores, ha sido inevitable.
la aparición de Baphomet se relata de la mitología y pasa por generaciones depende del lugar o país

### En antimasonería y teorías de conspiración de ingeniería social

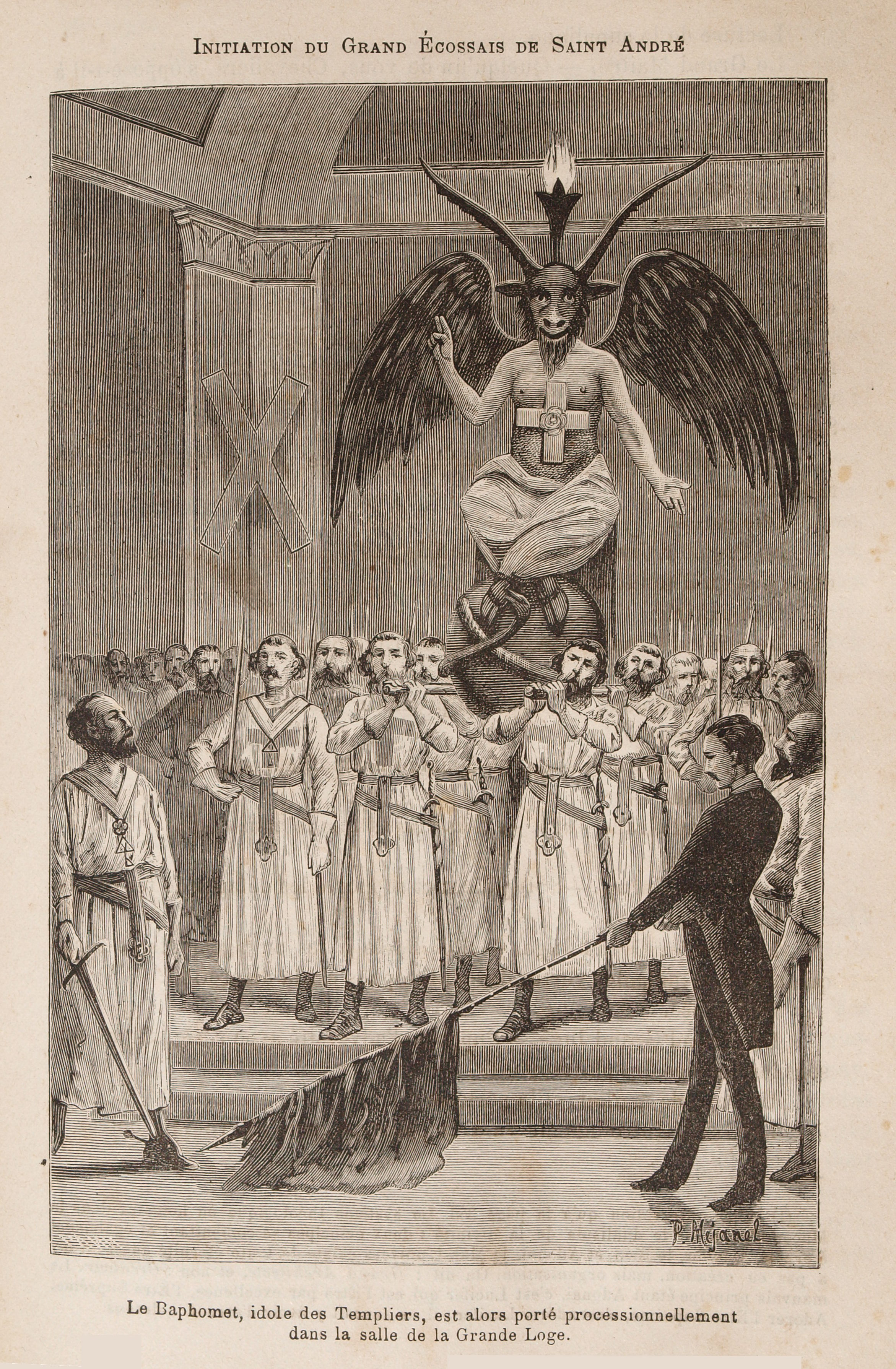
El Baphomet en la masonería, en la broma de Taxil, ilustración de Pierre Méjanel.

Serge Abad-Gallardo, miembro dimitido de la masonería francesa de la obediencia masónica de la Orden Masónica Mixta Internacional Le Droit Humain - El Derecho Humano, habiendo alcanzado el 18º grado masónico, cita el 29 grado masónico perteneciente a los altos grados masónicos como colocando al candidato para el grado frente a una efigie de Baphomet y al lado un crucifijo que el candidato debe pisotear. Él interpreta este rito masónico en el sentido de que la glorificación del hombre buscado pasa por el rechazo del Dios de los cristianos.
Cyril Dougados, miembro resignado de la masonería francesa de la obediencia masónica de la Gran Logia Nacional Francesa, habiendo alcanzado el 32.º grado masónico, especifica que en los altos grados, supuestamente el ojo de la providencia es reemplazado por un Baphomet.
El ensayista español Alberto Bárcena Pérez publicó el rito masónico arreglado en el cual hicieron que tuviera referencia a Baphomet. Del mismo modo, el ensayista español Manuel Guerra Gómez denuncia la procesión de Baphomet, también en el 29º grado masónico del Rito Escocés Antiguo y Aceptado, señalando que la genuflexión en su homenaje se hace doblando la rodilla izquierda en lugar de la rodilla derecha para una genuflexión católica ante la adoración eucarística.
El Baphomet en la masonería también aparece en el broma de Taxil, también en el 29º grado masónico del Rito Escocés Antiguo y Aceptado, el de "Gran escocés de San Andrés de Escocia" o "Caballero de San Andrés de Escocia" en su obra Los misterios de la masonería (1886).